# Hectorite
La hectorite (simbolo IMA:  Htr) è un minerale del gruppo della smectite appartenente alla classe minerale dei "silicati e germanati" con composizione chimica Na0,3(Mg,Li)3Si4O10(F,OH)2 • n(H2O).
Strutturalmente l'hectorite appartiene alla famiglia dei fillosilicati.

## Etimologia e storia
L'hectorite prende il nome dalla sua località tipo, la miniera nº 1 di bentonite "Hector", presso Hector nella contea di San Bernardino (California, Stati Uniti).

## Classificazione
Nella nona edizione della sistematica dei minerali secondo Strunz elenca l'hectorite nella classe "9. Silicati (germanati)" e da lì nella sottoclasse "9.E Fillosilicati"; questa è ulteriormente suddivisa in base alla struttura del minerale, in modo che l'hectorite possa essere trovata nella sezione "9.EC Fillosilicati con fogli di mica, composti di reti di tetraedri e ottaedri", dove insieme a swinefordite, saponite, sauconite, ferrosaponite, spadaite, stevensite e zincsilite forma il sistema nº 9.EC.45.
Tale classificazione viene mantenuta anche nell'edizione successiva, proseguita dal database "mindat.org" e chiamata Classificazione Strunz-mindat nella quale, oltre a quelli già citati, si aggiunge il minerale hanjiangite.
Nella Sistematica dei lapis (Lapis-Systematik) di Stefan Weiß l'hectorite è elencata nella classe dei "silicati" e nella sottoclasse dei "silicati stratificati"; qui si trova nella sezione dei "minerali argillosi, regolarmente stratificati; silicati stratificati simili alla mica con gruppi [Si4O10]4- e strutture correlate; gruppo della montmorillonite", dove forma il sistema nº VIII/H.20 insieme a ferrosaponite, saponite, spadaite, stevensite, sauconite e zincsilite.
Anche nella classificazione dei minerali secondo Dana, usata principalmente nel mondo anglosassone, l'hectorite si trova nella classe dei "fillosilicati" e nella sottoclasse dei "fillosilicati con strati di anelli a sei elementi con argille 2:1", dove forma il sistema nº 71.03.01b insieme a sobotkite, saponite, sauconite, pimelite, stevensite, yakhontovite e zincsilite.

## Abito cristallino
L'hectorite cristallizza nel sistema monoclino nel gruppo spaziale C2/m con i parametri reticolari a = 5,25 Å, b = 9,18 Å, c = 16,0 Å e β = 99°, oltre a 2 unità di formula per cella unitaria.

## Origine e giacitura
L'hectorite è stata trovata in un deposito di bentonite, alterato da clinoptilolite derivata da tufo vulcanico e cenere con un alto contenuto di vetro, correlato all'attività delle sorgenti termali; è associata a calcite e clinoptilolite.
L'hectorite è un minerale piuttosto raro ed è stato trovato in pochi siti sparsi per il mondo: negli Stati Uniti, oltre alla miniera di "Hector" nella contea di San Bernardino, è stata rinvenuta anche nelle contee di Kern e di Inyo (California), ma anche nelle contee di Clark, di Esmeralda, di Humboldt e di Lincoln (tutte nel Nevada), nelle contee di Duchesne e di Juab (nello Utah) e nella contea di Yavapai (Arizona).
Altri luoghi noti per l'hectorite sono Parelhas (Brasile); Saucillo (Messico); nei distretti elettorali di Arandis e Karibib (Namibia).
In Europa l'hectorite è stata rinvenuta a Lorient (Francia) e a Moldova Nouă (Romania).